# Parafia św. Antoniego Padewskiego w Jedliczu
Parafia św. Antoniego Padewskiego w Jedliczu – parafia rzymskokatolicka należąca do dekanatu Krosno I w archidiecezji przemyskiej. 

## Historia
Parafia w Jedliczu została erygowana w I połowie XIV wieku. Pierwszy drewniany kościół przed 1595 rokiem został przebudowany, ale w 1712 roku spłonął. W 1740 roku został zbudowany drewniany kościół z fundacji Remigiusz Wielowiejskiego, który w 1855 roku został konsekrowany przez bpa Franciszka Wierzchlejskiego. 
W latach 1911–1925 zbudowano obecny murowany kościół, według projektu arch. Jana Sasa-Zubrzyckiego w stylu neogotyckim. 18 października 1925 roku bp Anatol Nowak w asyście bpa Karola Fischera dokonał konsekracji kościoła. W 1944 roku podczas wojny kościół został uszkodzony. W latach 1947–1949 kościół wyremontowano.
Na terenie parafii jest 7 250 wiernych (w tym: Jedlicze – 5 310, Chlebna – 675, Długie – 691, Poręby – 374.
Proboszczowie parafii:
? –1841. ks. Michał Sawiczewski.
1841–?. ks. Franciszek Wincenty Szaynok.
? –1876. ks. Antoni Dutkiewicz.
1876–1915. ks. Edward Janicki.
1915–1928. ks. Stanisław Nowrocki.
1928–1929. ks. Adam Chlebiński.
1929–1932. ks. Leon Bobola.
1932–1947. ks. Wincenty Grzyb.
1947–1949. ks. Jan Bazan.
1949–1982. ks. Stanisław Szpytma.
1982–1985. ks. Zbigniew Nowak.
1985–2007. ks. prał. Stanisław Guzik.
2007–2020. ks. kan. Stanisław Turoń.
2020– nadal ks. Tadeusz Dec.